# Radu Sergiu Ruba
Radu Sergiu Ruba (n. 14 octombrie 1954, Ardud) este un scriitor român. Este membru al Uniunii Scriitorilor din România, Asociatiei Ziariștilor din România și al Asociației Autorilor Multimedia din Franța.

## Date biografice
Radu Sergiu Ruba s-a născut la 14 octombrie 1954, în loc. Ardud, jud. Satu Mare. La unsprezece ani, și-a pierdut total vederea. Între 1974-1978, a studiat filologia franceză și engleză la Universitatea din București. Între 1978-1990, a lucrat ca profesor de limba franceză, de limba și literatura română, ca inspector de specialitate în Ministerul Învațământului și științei, responsabil cu subsistemul educației speciale pentru deficienții de vedere. În 2006 e ales președinte al Asociației Nevazătorilor din România. 
Între 1987-1998 conduce, ca redactor șef, revista Litera noastră, publicată în scriere braille și în scriere vizuală. Revine la conducerea acestei reviste, începând de la 1 februarie 2000. A facut parte din colegiile de redacție ale săptămânalelor Phoenix și Tinerama, a colaborat constant la cotidianul Curentul și la revista Oameni în top, precum și la numeroase reviste literare. Din 1992, realizează, la Radio România Actualități, emisiunea săptamânală Ochiul interior, iar din 1999, pe același program, emisiunea literară "Lumina cuvintelor", cu poezie și proză semnată de autorii nevăzători, serial transformat în carte vorbită pe șapte casete. A realizat de asemenea, în direct, emisiunea de 90 de minute "Tiflo-Antena" pe programul Antena Bucureștilor în perioada 1995-1996. Are statutul de colaborator permanent, cu drepturi de autor, al Societății Române de Radiodifuziune. A realizat numeroase materiale pentru Radio Europa Liberă și Radio Europa FM. A fost membru al cenaclului Universitas.

## Volume
- Spontaneitatea înțeleasă, poezie, Editura Cartea Românească, 1983;
- Iluzia continuă, poezie, Editura Cartea Românească, 1988;
- Iubirea și Orientul, poezie și nuvele, Ed. Phoenix, Bucuresti, 1994;
- Contrabanda memoriei, nuvele, Ed. Cartea Româneasca, 1997;
- Dacă pleci în căutarea mea, antologie personală, Ed. Axa, Botoșani, 1999;
- Marginal, poeme, Ed. Dacia, Cluj, 2001;
- Demonul confesiunii, roman, editia a doua, editura Limes, Cluj 2009;
- Alcătuiește Antologia Scriitorilor Nevăzători din România Constelația Homer, Ed. SAS, București, 1996. Face parte din grupul celor trei autori care au realizat volumul Papa Ioan Paul al II-lea și România, Ed. Z 2000, București, 1999;
- Marginal, poeme, Editura Charmides, Bistrița, 2017;

## Volume colective
- Scriitori la poliție, coord. de Robert Șerban, Editura Polirom, 2016

## Traduceri
A tradus pentru Editura Univers romanul Vendredi ou la vie sauvage (Vineri sau viața sălbatică) de Michel Tournier, apărut în anul 1999 și împreună cu Manuela Vrabie, studiul La troisième femme (A treia femeie) de Gilles Lipovetsky, Ed. Univers, 2000. 

## Premii
În 2008, Președintele României i-a conferit Ordinul Meritul Cultural în grad de Cavaler.
În 1993 a primit premiul Ministerului Afacerilor Externe al Franței la Festivalul Internațional al Nuvelei Francofone, ediția 1993, cu o nuvelă tradusă și redactată în limba franceză. 